# Diazepam
El diazepam és un medicament de la família de les benzodiazepines que produeix un efecte calmant. S'utilitza comunament per tractar un gran espectre de trastorns, incloent-hi l'ansietat, la síndrome d'abstinència de l'alcohol i de les benzodiazepines, espasmes musculars, atacs epilèptics, l'insomni, i el trastorn de les cames inquietes. També pot ser utilitzat per induir amnèsia en procediments mèdics.
Pot ser consumit oralment, inserit per via rectal, injectat en un múscul, en una vena o fumat. Quan és injectat de manera intravenosa, els efectes comencen en 1-5 minuts i duren fins a una hora. Oralment, els efectes poden trigar fins a 40 minuts en començar.
El BOE va publicar el 13 de juny de 2020 el llistat de medicaments que el Ministeri de Sanitat considera "essencials" per combatre el coronavirus, entre els quals hi ha el diazepam.
A Espanya està comercialitzat com EFG, Ansium, per via rectal el Stesolid, i l'original: Valium.

## Efectes primaris
El diazepam s'utilitza principalment per tractar l'ansietat, l'insomni, els atacs de pànic i els símptomes d’abstinència aguda d’alcohol. També s'utilitza com a premedicació per induir sedació, ansiòlisi o amnèsia abans de certs procediments mèdics (per exemple, endoscòpia). El 2020 es va aprovar el seu ús als Estats Units com a aerosol nasal per interrompre l’activitat convulsiva en persones amb epilèpsia. El diazepam és el fàrmac que s'elabora per tractar la dependència de benzodiazepines amb una vida mitjana llarga que permet una reducció més fàcil de la dosi. Les benzodiazepines tenen una toxicitat relativament baixa en la sobredosi.

## Efectes secundaris
Entre els efectes secundaris es troba una reducció dels reflexos o de capacitat de resposta, cosa que s'ha de tenir en compte, per exemple, al moment de conduir un vehicle o de manipular una màquina, i una lleugera reducció de la memòria que concerneix informació nova (memòria anterògrada). En canvi, les coses memoritzades abans de prendre diazepam no es veuen modificades. L'alcohol augmenta la somnolència i els efectes secundaris no desitjats del diazepam.